# Walter Kaskel
Walter Kaskel (* 2. Februar 1882 in Berlin; † 9. Oktober 1928 ebenda) war ein deutscher Jurist und Hochschullehrer.

## Leben
Walter Kaskel wurde als Sohn eines jüdischen Bankiers und Handelsrichters geboren. Nach dem Studium der Rechtswissenschaften an den Universitäten Berlin, München und Freiburg im Breisgau arbeitete Kaskel an den Amtsgerichten in Liebenwalde und Berlin und promovierte 1911 an der Universität Berlin mit einer Dissertation zur Begnadigung im ehrengerichtlichen Verfahren der freien Berufsstände. Nach Jahren wissenschaftlicher Arbeit im Reichsversicherungsamt erfolgte 1913 seine Habilitation an der Universität Berlin. 1920 wurde Kaskel zum planmäßigen außerordentlichen Professor für Arbeitsrecht an die Friedrich-Wilhelms-Universität zu Berlin berufen. Im Jahre 1921 gehörte Kaskel neben Hermann Dersch, Friedrich Sitzler und Friedrich Syrup zu den Begründern der Neuen Zeitschrift für Arbeitsrecht. Am 9. Oktober 1928 verstarb Walter Kaskel in Berlin im Alter von nur 46 Jahren. Kaskel gilt als Mitbegründer des neuzeitlichen Arbeitsrechts in Deutschland.

## Ehrung
In Berlin-Lichtenberg wurde eine Straße nach ihm benannt, die Victoriastadt im Bezirk wird auch „Kaskelkiez“ genannt.

## Schriften (Auswahl)
- Begnadigung im ehrengerichtlichen Verfahren der freien Berufsstände. Berlin : Springer, 1911. Berlin, Univ., Jur. Diss.
- mit Fritz Sitzler: Grundriss des sozialen Rechts. Bd. 1: Grundriss des sozialen Versicherungsrechts. Berlin : Springer, 1912
- mit Paul Brunn: Rechtsfälle aus der sozialen Versicherung. Berlin : Springer, 1916. [2. Aufl. 1927].
- Das neue Arbeitsrecht : systematische Einführung. Berlin : Springer, 1920. [4. Aufl. 1922].
- Die sozialpolitische Gesetzgebung. Berlin : Springer, 1921. [3. Aufl. 1921].
- Arbeitsnachweisgesetz : Kommentar. Berlin : Springer, 1922. [2. Nachtrag 1923].
- Arbeitsrecht. Berlin : Springer, 1925. [5. Aufl. 1957 / Walter Kaskel ; Hermann Dersch].